# آسیب‌شناسی
آسیب‌شناسی یا پاتولوژی (به انگلیسی: Pathology) شاخه‌ای از علوم پزشکی است که در خصوص تأثیر بیماریها و آسیب‌ها در سطح بافتی و سلولی و مولکولی بحث می‌کند و شامل مطالعه فرایند بیماری در یک اندام یا تمامی بدن برای شناخت ماهیت و علت‌های آن است. آسیب‌شناسی به دو شاخه اصلی آسیب‌شناسی تشریحی و آسیب‌شناسی بالینی تقسیم می‌شود.
آسیب‌شناسی بالینی یکی از تخصص‌های پزشکی است که به امر تشخیص بیماری‌ها بر پایه مطالعه و بررسی مایعات و دیگر نمونه‌های اخذشده از بدن مانند ادرار، خون، مدفوع و … می‌پردازد و به زیرشاخه‌های بیوشیمی شیمی بالینی، میکروب‌شناسی بالینی میکروبیولوژی پزشکی، پاتولوژی دامپزشکی، خون‌شناسی بالینی، آسیب‌شناسی مولکولی و ژنتیک بالینی ژن‌شناسی پزشکی و ایمنی‌شناسی بالینی تقسیم می‌شود. طول دوره دکترای حرفه‌ای علوم آزمایشگاهی بالینی ۶ تا ۷ سال می‌باشد.
آسیب‌شناسی تشریحی به مطالعه میکروسکوپی و بررسی ظاهری نمونه‌های بافتی که توسط خود پاتولوژیست یا توسط سایر پزشکان از بدن انسان برداشته می‌شود می‌پردازد.
پزشکان عمومی با قبولی در امتحان پذیرش دستیار و طی نمودن دوره ۴ ساله و گذراندن آزمون‌های ارتقاء، گواهینامه و دانشنامه تخصصی مدرک متخصص آسیب‌شناسی تشریحی و بالینی را دریافت می‌کنند.
در ایران آزمایشگاه مرجع سلامت مسئولیت نظارت و تصویب قوانین مرتبط با اداره آزمایشگاه‌های تشخیص طبی را بر عهده دارد.